# Gideon van Meijeren
Gideon Frederik Cornelis van Meijeren (Doetinchem, 27 mei 1988) is een Nederlands jurist en politicus namens Forum voor Democratie (FVD). Sinds 31 maart 2021 is hij Tweede Kamerlid.

## Opleiding en vroege carrière
Van Meijeren groeide op als middelste in een gezin met drie kinderen. Vader Lambert was vestigingsmanager van een supermarkt. Van Meijeren volgde tussen 2000 en 2006 de havo aan het Doetinchemse Ulenhofcollege. Op dezelfde school, een jaar onder Van Meijeren, zat Thom van Campen; zijn latere VVD-collega die gelijktijdig in het parlement kwam. Hij volgde vervolgens een hbo-opleiding rechten aan de Juridische Hogeschool Avans-Fontys in Tilburg, waar hij in 2007 zijn propedeuse haalde en deed tot 2008 een korte officiersopleiding aan de Koninklijke Militaire Academie in Breda. Van Meijeren werkte 3,5 jaar als ICT-medewerker bij de Koninklijke Landmacht.
Hij studeerde tussen 2011 en 2015 rechten aan de Nijmeegse Radboud Universiteit en verhuisde vervolgens naar Den Haag voor een baan als wetgevingsjurist op het ministerie van Binnenlandse Zaken en Koninkrijksrelaties, waar hij ook een opleiding volgde tot wetgevingsjurist aan de Academie voor Wetgeving. Vanaf 2017 vervulde hij diezelfde rol bij het bureau wetgeving van de Tweede Kamer waar hij voorstellen van Kamerleden in juridische teksten omzette.

## Forum voor Democratie
Van Meijeren sloot zich in 2016 aan bij Forum voor Democratie, toen het een politieke partij werd. Hij werd actief lid, mede omdat hij zijn politieke overtuigingen niet kon combineren met zijn baan. In november 2018 werd Van Meijeren juridisch beleidsmedewerker van de Tweede Kamerfractie van Forum voor Democratie. Bij de Provinciale Statenverkiezingen 2019 kreeg hij als vijfde kandidaat van FVD een zetel in de Zuid-Hollandse Provinciale Staten. Hij had de portefeuille klimaat en stikstof. Bij de Europese Parlementsverkiezingen twee maanden later, stond hij op de achtste plaats op de kandidatenlijst. In de Provinciale Staten pleitte Van Meijeren zonder succes voor een referendum over de bouw van windturbines en zonneparken en hij noemde de plannen van de provincie antidemocratisch. In juli 2020 nam hij deel aan een demonstratie van Farmers Defence Force bij het hoofdkantoor van het RIVM in Bilthoven tegen een maatregel om de stikstofuitstoot te verminderen, die gevolgen zou hebben voor boeren.
Naar aanleiding van een artikel in Het Parool uit november 2020 over extremistisch gedachtegoed binnen de jongerenafdeling van FVD stapten vijf van de zeven Zuid-Hollandse Statenleden uit de partij. Van Meijeren bleef lid en werd de Zuid-Hollandse fractievoorzitter van Forum voor Democratie. Enkele maanden later berichtte Elsevier Weekblad dat Van Meijeren met "Hell no" zou hebben gereageerd in een WhatsApp-groepsgesprek, toen partijleider Thierry Baudet had gevraagd: "Wil jij dat je zus met een neger thuiskomt?" Volgens Van Meijeren betrof het een inside joke in een discussie over institutioneel racisme, aangezien zijn ex-vriendin Antilliaans is en zijn zus getrouwd is met iemand met een donkere huidskleur.
Van Meijeren was de lijsttrekker van Forum voor Democratie in zijn thuisstad Den Haag bij de gemeenteraadsverkiezingen in maart 2022. Hij verwierf een zetel en werd op 30 maart beëdigd. Hij was bij dezelfde verkiezingen ook lijstduwer van zijn partij in Doetinchem. Zijn vader was daar de lijsttrekker en werd verkozen. Tot 29 maart 2023 was Van Meijeren lid van de Provinciale Staten van Zuid-Holland: hij was toen wel herkozen, maar aanvaardde zijn zetel niet. Zijn zetel werd ingenomen door FVD'er Robin Westdijk. In januari 2024 stopte hij als gemeenteraadslid en verliet hij Den Haag.

## Tweede Kamer
Van Meijeren werd in januari 2021 secretaris van het bestuur van Forum voor Democratie en stond tijdens de Tweede Kamerverkiezingen van 2021 op plek zes van de kandidatenlijst van de partij. Tijdens de campagne vertelde hij censuur door sociale media te willen verbieden en een gekozen burgemeester te willen. Ook zei hij dat hij immigratie vreesde, omdat dit Nederland onherkenbaar zou maken en de verzorgingsstaat onder druk zou zetten. Hij kreeg 602 voorkeurstemmen. Op 31 maart werd Van Meijeren Tweede Kamerlid. Hij behield zijn zetel in de Zuid-Hollandse Provinciale Staten, maar stapte wel op als fractievoorzitter. In de FVD-fractie werd hem de portefeuille justitie, veiligheid, immigratie, landbouw, natuur en binnenlandse zaken toebedeeld. Van Meijeren is in de Tweede Kamer lid van de contactgroep België en van de vaste commissies voor Binnenlandse Zaken, voor Justitie en Veiligheid en voor Landbouw, Natuur en Voedselkwaliteit.
Van januari tot en met maart 2025 was Van Meijeren fractievoorzitter van de Tweede Kamerfractie, omdat Baudet tijdelijk met vaderschapsverlof was.

### Coronapandemie
Hij bekritiseerde lockdowns en maatregelen om de coronapandemie in te dammen en verkondigde dat de verantwoordelijken vervolgd en opgesloten zouden worden vanwege het inperken van vrijheden. Van Meijeren is een tegenstander van het vaccinatieprogramma tegen het coronavirus. Van Meijerens acties en uitspraken haalden in 2021 en 2022 meermaals het nieuws. In mei 2021 overtrad hij de verplichte anderhalve meter afstand vanwege de coronapandemie na afloop van Simone Kersebooms maidenspeech, toen hij haar zoende en knuffelde. Toen er bij de integriteitscommissie van de Tweede Kamer klachten over het incident binnenkwamen, verklaarde Van Meijeren dat hij het gezag van het orgaan niet erkende. In september legde voorzitter Vera Bergkamp het debat stil tijdens een bijdrage van Van Meijeren, waarin hij de beperkingen voor mensen ongevaccineerd tegen COVID-19 vergeleek met "de verschrikkingen die de Joden zijn aangedaan in de Tweede Wereldoorlog". Dit deed zich voor in een debat over geweld en bedreigingen tegen journalisten, waarin hij daarnaast benadrukte dat de gevestigde media desinformatie en nepnieuws verspreidden.  Weer twee maanden later, nadat Kamerlid Nilüfer Gündoğan in een debat had geklaagd over intimiderende e-mails, vertelde Van Meijeren enorm trots te zijn dat zijn achterban alles op alles zette om haar gedachten te veranderen over het overheidsbeleid rond COVID-19. Op 20 januari 2022 noemde Gündoğan in een Kamerdebat Van Meijeren "een complotmarmot die schijt heeft aan onze Grondwet".
Voorzitter Bergkamp ontnam Van Meijeren in januari 2022 het woord vanwege het overtreden van een verbod in het reglement van orde van de Tweede Kamer op oproepen tot wetteloosheid; hij had gepleit voor burgerlijke ongehoorzaamheid met betrekking tot de coronamaatregelen, nadat hij deze misdadig had genoemd en had gezegd geen vertrouwen te hebben in het Nederlandse rechtssysteem. De voorzitter was in de voorgaande dagen bekritiseerd voor niet snel genoeg ingrijpen in debatten. Van Meijeren beargumenteerde vervolgens in een debat over normen in de Tweede Kamer dat de vrijheid van meningsuiting onder druk staat. In juni 2022 ondertekenden ruim 300 wetenschappers een brief, waarin zij zich beklaagden over aanvallen richting de wetenschap. De directe aanleiding was dat Van Meijeren prominent wetenschapper bij de bestrijding van de coronapandemie Jaap van Dissel had beschuldigd van corruptie. Begin 2022 bracht Docsfair de documentaire Gideon: Op zoek naar de waarheid uit, waarin Van Meijeren vaccinaties tegen COVID-19 onderzoekt vanuit een kritische blik. De première in het Koninklijk Theater Tuschinski werd geannuleerd omdat bioscoopketen Pathé het niet gepast vond, gezien eerdere uitspraken door Van Meijeren, om de documentaire te vertonen in een bioscoop die is opgericht door een in de Holocaust vermoorde Jood.

### Rechtstatelijke uitspraken
Als Kamerlid vertelde hij in een interview dat hij Nederland niet meer als een democratie beschouwde, omdat volgens hem alle besluiten in achterkamertjes worden genomen en het parlement vervolgens geen inspraak meer heeft. In oktober 2022 kwam Van Meijeren in het nieuws omdat hij in een Youtube-filmpje onder de titel Rioolratten Ontmaskerd! (refererend aan vermeend verwerpelijk gedrag van sommige journalisten; naar eigen zeggen het eerste deel van een serie) journaliste en SBS-verslaggever Merel Ek bekritiseerde en confronteerde. Van Meijerens taalgebruik en houding leidde tot veel ophef en het verwijt van intimidatie van de pers. Minister-president Mark Rutte sprak van "een nieuw dieptepunt" in de bejegening van de pers in Nederland en ook de Nederlandse Vereniging van Journalisten uitte kritiek. Van Meijeren en zijn partij hebben meermaals gezegd te geloven dat de overheid samenwerkt met het World Economic Forum (WEF), een niet-gouvernementele organisatie, om het volk te onderwerpen – bestempeld door de media als een complottheorie.
Opmerkingen van Van Meijeren in een interview met de website Compleetdenkers in november 2022 zorgden opnieuw voor opspraak, wederom van de minister-president. Van Meijeren sprak zijn mening uit dat vrijheden door de overheid worden beperkt en zei dat regimes met tiranniek gedrag al eerder ten val waren gebracht. Hij hoopte dat een revolutionaire beweging, die naar het parlement zou trekken, vreedzaam zou verlopen, maar zei dat dit vaak niet het geval was geweest. De opmerkingen werden door critici in verband gebracht met de bestorming van het Amerikaanse Capitool in 2021. In september 2023 kondigde het Openbaar Ministerie aan Van Meijeren te vervolgen voor opruiing waarbij het OM refereerde aan zijn woorden tijdens het interview voor Compleetdenkers en een boerenprotest op 2 juli 2022 in het Gelderse Tuil. In die laatste toespraak noemde hij "dat het toelaatbaar is zich gewelddadig te verzetten tegen de overheid, mocht die overgaan tot onteigening van boeren". Van Meijeren noemde de timing van de vervolging – twee maanden voor Tweede Kamerverkiezingen – typisch en vond het daarom de schijn hebben van een politiek proces of een heksenjacht.
NRC schreef dat Van Meijeren was "uitgegroeid tot een van de bekendste FVD'ers met zijn felle uitspraken binnen en buiten het parlement". In het artikel stond daarnaast dat hij regelmatig verschijnt bij anti-overheidsdemonstraties en in partijvideo's.

## Persoonlijk
In december 2022 kwam naar aanleiding van een dagvaarding naar buiten dat Van Meijeren op 21 december 2021 staande was gehouden, nadat hij met zijn snorfiets door een rood verkeerslicht was gereden. Hij bleek te hebben gereden zonder geldig rijbewijs. Dat rijbewijs was eerder ingenomen nadat Van Meijeren staande was gehouden met de auto en een blaastest had geweigerd, naar eigen zeggen omdat hij zich op het moment van de staandehouding geïntimideerd voelde door de politie. Van Meijeren werd op 24 maart 2023 veroordeeld tot een werkstraf van 60 uur en een week voorwaardelijke celstraf.
Van Meijeren werd op 11 juni 2024 veroordeeld tot een taakstraf van 200 uur voor opruiing, voor zijn tot geweld aanzettende uitspraken tijdens een toespraak in 2022 en uitspraken in een interview, eveneens in 2022.
Thierry Baudet · Pepijn van Houwelingen · Gideon van Meijeren
- Parlement.com: vlg0gaw8ywok